# 欧比和埃斯佩萨斯
欧比和埃斯佩萨斯（法語：Aubie-et-Espessas，法語發音：[obi e ɛspesas]）是法国吉伦特省布莱区的一个旧市镇，于1813年由原市镇欧比（Aubie）和埃斯佩萨斯（Espessas）合并而成。2016年，欧比和埃斯佩萨斯与邻近的2个市镇合并为新市镇瓦勒德维尔韦，欧比和埃斯佩萨斯为新市镇行政中心。

## 地理
欧比和埃斯佩萨斯（45°1'9"N, 0°24'24"W）面积7.55 平方千米，位于法国新阿基坦大区吉倫特省，该省份为法国西南部沿海省份，是法國本土面积最大的省，北起滨海夏朗德省，西临大西洋，南至朗德省，东南接洛特-加龍省，东临多爾多涅省。
与欧比和埃斯佩萨斯接壤的市镇（或旧市镇、城区）包括：戈里亚盖。
欧比和埃斯佩萨斯的时区为UTC+01:00、UTC+02:00（夏令时）。

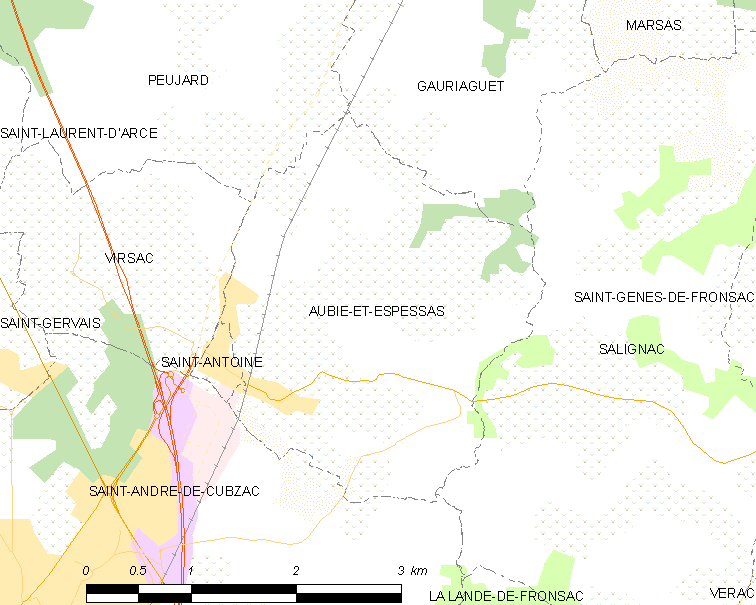
欧比和埃斯佩萨斯的OSM定位图

## 行政
欧比和埃斯佩萨斯的邮政编码为33240，INSEE市镇编码为33018。

## 政治
欧比和埃斯佩萨斯所属的省级选区为北吉伦特县。

## 人口

1962-2008年间欧比和埃斯佩萨斯人口变化图示

欧比和埃斯佩萨斯于2018年1月1日时的人口数量为1361人。